# Steve Clarke (Biathlet)
Steve Clarke (* 18. November 1990 in Clevedon) ist ein ehemaliger britischer Biathlet.

## Karriere
Steve Clarke diente als Soldat beim 3rd Regiment Royal Horse Artillery. Er gewann bei den Britischen Meisterschaften 2008 in Obertilliach gemeinsam mit Tom Morgan, Rob Chudley und Stephen Hill die Bronzemedaille im Staffelrennen. 2009 gewann er mit Chudley, Hill und Craig Driffill den Titel in der Teamwertung. Danach verliert sich die Spur Clarkes, an internationalen Rennen der IBU nahm er nie teil.